# キム・ギョンナン
キム・ギョンナン（ハングル表記：김경란）は、韓国の司会者、アナウンサー、女優。梨花女子大学校で哲学と経営学を専攻し卒業した。2001年にKBSの第27期公開採用でアナウンサーとして採用され入局し、2012年9月まで在籍した。その間『KBSニュース9』などのニュース番組や教養番組、バラエティー番組の司会進行を務め、高く評価された。知人の紹介で知り合った政治家の金相珉と2015年1月に結婚し、2018年に離婚した。2019年から2020年にかけてMBNで放送した芸能番組『私たち再び愛することができるだろうか』に出演し、結婚歴のある独身女性たちの一人としてパク・ウネなどと共に出演した。2019年の演劇『사랑해 엄마』（仮訳：ママ愛してる）などの作品に出演して俳優としても活動している。キリスト教徒として日常的にボランティア活動を行い、その一環として2012年から南スーダンを訪問して活動した。
漢字表記は金璟蘭あるいは金𨯁蘭、カタカナではキム・ギョンランとも表記される。